# 民主联合党
民主联合党（英語：United Democratic Party，缩写为UDP）是马来西亚的一个已不存在的政党。

## 历史
1959年，马华公会总会长林苍佑因联盟内部候选人席次分配问题与巫统的东姑阿都拉曼闹翻后，失势辞职。1962年4月21日，林苍佑和其他前马华党员成立民主联合党。原本该党执政芙蓉市议会，但后来林苍佑与陈世英和郭开东闹翻，遂将民联党总部搬至槟城。此后该党基本上可视为槟州的华基政党。1964年全国大选中，该党由林苍佑赢得1席。
1965年5月9日，该党参加了人民行动党主导建立的马来西亚团结大会，以“建立一个马来西亚人的马来西亚，而非马来人的马来西亚”为口号。团总的成立使联盟政府感到威胁，遂于1965年8月9日将新加坡州逐出马来西亚联邦。团总因此解散。
1968年6月23日，林苍佑与前与前马来亚劳工党领袖和一些大学学术人员共同成立马来西亚民政运动党，民联党班底逐被整个的吸纳、移转入这个新党当中。

## 选举成绩

### 全国大选
| 选举 | 领袖   | 得票数 | 得票率 | 赢得席位 | 状态   |
| ---- | ------ | ------ | ------ | -------- | ------ |
| 1964 | 林苍佑 | 88,223 | 4.29   | 1 / 104  | 反对党 |

### 州议会选举
| 选举 | 州议会 | 州议会 | 州议会 | 州议会 | 州议会 | 州议会 | 总数    |
| 选举 | 吉打   | 槟城   | 霹雳   | 彭亨   | 森美兰 | 柔佛   | 总数    |
| ---- | ------ | ------ | ------ | ------ | ------ | ------ | ------- |
| 1964 | 0 / 24 | 4 / 24 | 0 / 40 | 0 / 24 | 0 / 24 | 0 / 32 | 4 / 168 |